# Oberamt Ludwigsburg

Karte der württembergischen Oberämter, Stand 1926

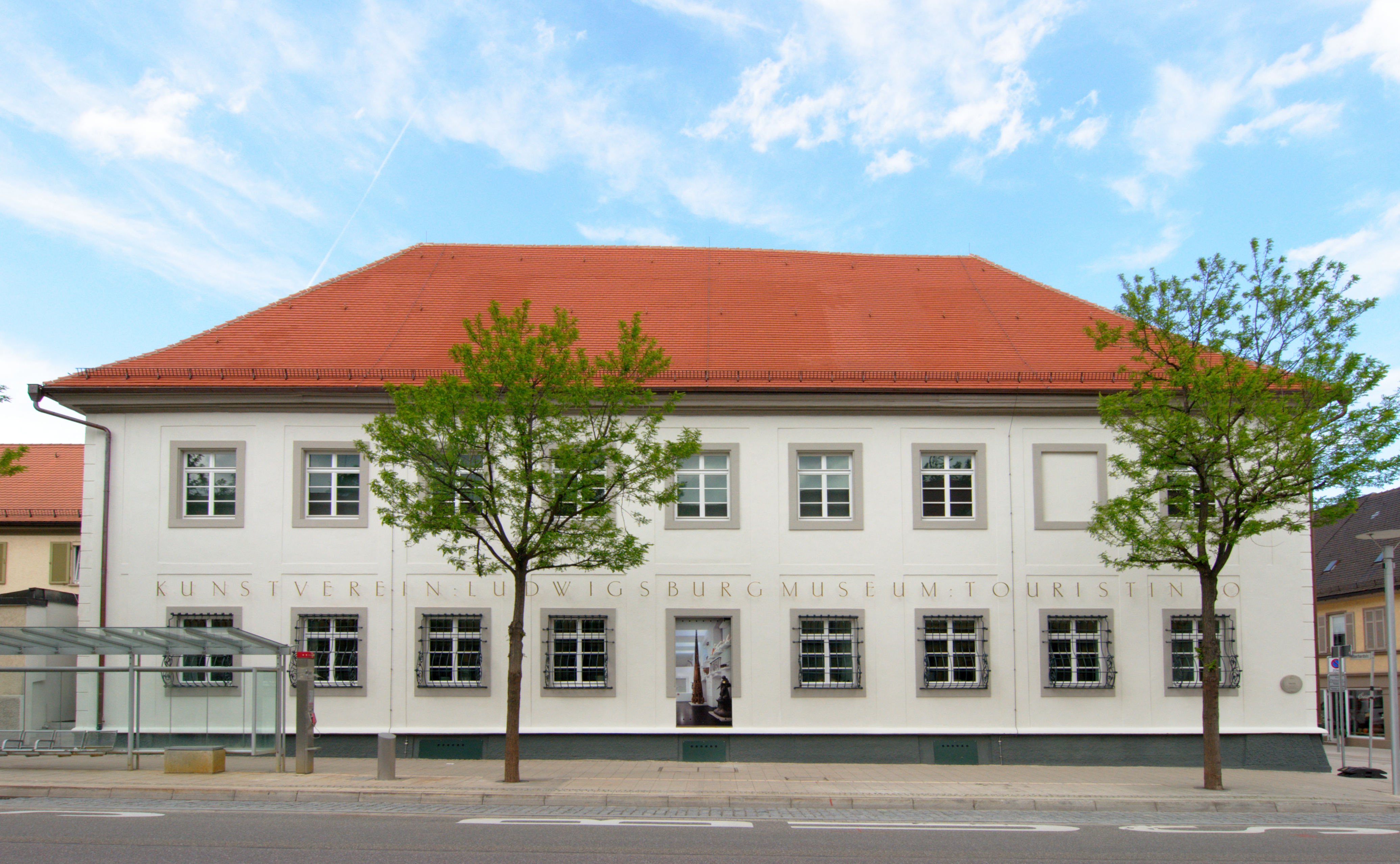
Ehemaliges Oberamtsgebäude, zuvor Landvogtei, seit Mai 2013 Zentrum MIK Museum Information Kunst

Das Oberamt Ludwigsburg war ein württembergischer Verwaltungsbezirk, der 1758 aus dem 1718 geschaffenen Amt Ludwigsburg hervorging, 1934 in Kreis Ludwigsburg umbenannt und 1938 um Gemeinden der Kreise Besigheim, Marbach, Vaihingen und Waiblingen zum Landkreis Ludwigsburg vergrößert wurde.

## Geschichte

Oberamt Ludwigsburg, Gebietsstand 1813, mit den früheren Herrschafts- und Ämtergrenzen

Seit dem 14. Jahrhundert fungierten die Amtsstädte Grüningen und Marbach als wichtigste Zentren der nördlich an Stuttgart angrenzenden Region, bis das 1709 von Herzog Eberhard Ludwig auf Grüninger Amtsgebiet gegründete Ludwigsburg diese Rolle übernahm. Die junge Siedlung erhielt 1718 die Stadtrechte und wurde Sitz eines neu gebildeten Amts, zu dessen Ausstattung die kleinen Ämter Asperg und Hoheneck aufgelöst und auch Teile der Ämter Cannstatt (Zuffenhausen, Kornwestheim) und Marbach (Neckarweihingen) herangezogen wurden. Das Amt Grüningen, zunächst zum Unteramt des neuen Amts Ludwigsburg degradiert, wurde 1722 zwar wiederhergestellt, jedoch ohne die „Amtsflecken“ Eglosheim, Pflugfelden und Oßweil, die beim Amt Ludwigsburg verblieben.
Trotz heftigen Protests von Stadt und Amt Marbach wurden 1752 auch Poppenweiler und Benningen dem Amt Ludwigsburg zugeteilt. Bis 1806 blieben die Grenzen der Ämter, ab 1758 Oberämter, dann unverändert. Mit der Eingliederung von Rentkammer- bzw. Kammerschreibereigut in die weltlichen Ämter begann die Neuordnung. 1807 wurde das 1758 aus dem ehemaligen Amt Grüningen hervorgegangene Oberamt Gröningen aufgehoben und größtenteils dem Oberamt Ludwigsburg einverleibt, das außerdem Neckargröningen (vom Oberamt Waiblingen) hinzu erhielt. Die 1810 angeordnete Eingliederung der Orte Pleidelsheim und Murr (vom Oberamt Marbach) kam letztlich nicht zustande.
Der „alleruntertänigst treugehorsamste Magistrat der Stadt Gröningen“ setzte 1816 eine Petition an den neuen König Wilhelm auf, in der er die wirtschaftliche Not der degradierten Kommune eindrücklich darlegte und die Einrichtung eines neu zugeschnittenen Oberamts um die mit „dem Regentenhaus seit dem grauesten Altertum verbundene Stadt Gröningen“ vergeblich erflehte.
Nachbarn des von 1818 bis 1924 dem Neckarkreis zugeordneten Oberamts Ludwigsburg waren nach der Neuordnung die Oberämter Besigheim, Marbach, Waiblingen, Cannstatt, Stuttgart-Amt, Leonberg und Vaihingen.

### Ehemalige Herrschaften
1813, nach Abschluss der Gebietsreform, setzte sich der Bezirk aus Bestandteilen zusammen, die im Jahr 1800 zu folgenden Herrschaften gehört hatten:
- Herzogtum Württemberg
 Die altwürttembergischen Orte zählten mehrheitlich zum weltlichen Oberamt Ludwigsburg, dem auch die Verwaltung des Rentkammerbesitzes (Aldingen und Anteil an Oßweil) anvertraut war. Zum Oberamt Gröningen gehörten zuletzt noch Bissingen, Tamm, Schwieberdingen und Münchingen sowie einige Weiler und die württembergischen Ortsteile in Unterriexingen und Hochdorf. Neckargröningen war dem Oberamt Waiblingen unterstellt. Kammerschreibereigut waren das Stabsamt Stammheim und das Stabsamt Geisingen, das auch den württembergischen Anteil (2/5) an Beihingen einschloss. Ebenfalls unter württembergischer Landeshoheit stand Heutingsheim, im Besitz der Familie von Kniestedt.
- Reichsritterschaft
 Beim Kanton Kocher der schwäbischen Ritterschaft war der gemmingensche Anteil (3/5) an Beihingen immatrikuliert.

## Gemeinden

### Einwohnerzahlen 1856
Folgende Gemeinden waren 1856 dem Oberamt Ludwigsburg unterstellt:
| Nr. | frühere Gemeinde     | Einwohner evang. | 1856 kath. | israel. | heutige Gemeinde     |
| --- | -------------------- | ---------------- | ---------- | ------- | -------------------- |
| 1   | Ludwigsburg          | 6459             | 344        | 77      | Ludwigsburg          |
| 2   | Aldingen             | 1136             | 2          | 112     | Remseck am Neckar    |
| 3   | Asperg               | 1890             | 37         |         | Asperg               |
| 4   | Beihingen am Neckar  | 841              | 8          |         | Freiberg am Neckar   |
| 5   | Benningen            | 1004             | 1          |         | Benningen am Neckar  |
| 6   | Bissingen an der Enz | 1573             | 6          |         | Bietigheim-Bissingen |
| 7   | Eglosheim            | 707              | 2          |         | Ludwigsburg          |
| 8   | Geisingen            | 676              |            |         | Freiberg am Neckar   |
| 9   | Heutingsheim         | 773              | 2          |         | Freiberg am Neckar   |
| 10  | Hoheneck             | 696              | 3          |         | Ludwigsburg          |
| 11  | Kornwestheim         | 1399             | 3          |         | Kornwestheim         |
| 12  | Markgröningen        | 3127             | 18         |         | Markgröningen        |
| 13  | Möglingen            | 1133             | 3          |         | Möglingen            |
| 14  | Neckargröningen      | 522              |            |         | Remseck am Neckar    |
| 15  | Neckarweihingen      | 1131             | 3          |         | Ludwigsburg          |
| 16  | Oßweil               | 1746             | 5          |         | Ludwigsburg          |
| 17  | Pflugfelden          | 326              |            |         | Ludwigsburg          |
| 18  | Poppenweiler         | 1291             | 10         |         | Ludwigsburg          |
| 19  | Schwieberdingen      | 1576             | 1          |         | Schwieberdingen      |
| 20  | Stammheim            | 767              | 8          |         | Stuttgart            |
| 21  | Thamm                | 1251             | 3          |         | Tamm                 |
| 22  | Zuffenhausen         | 1999             | 3          |         | Stuttgart            |
|     | Summe                | 32.023           | 462        | 189     |                      |

### Fläche 1856
Das Oberamt hatte eine Fläche von insgesamt 54263 und 5/8 Morgen, was für den Schwäbischen Morgen mit 3152 m² einer Fläche von rund 17,104 km² entspricht.

### Änderungen im Gemeindebestand seit 1813

Gemeinden und Markungen um 1860

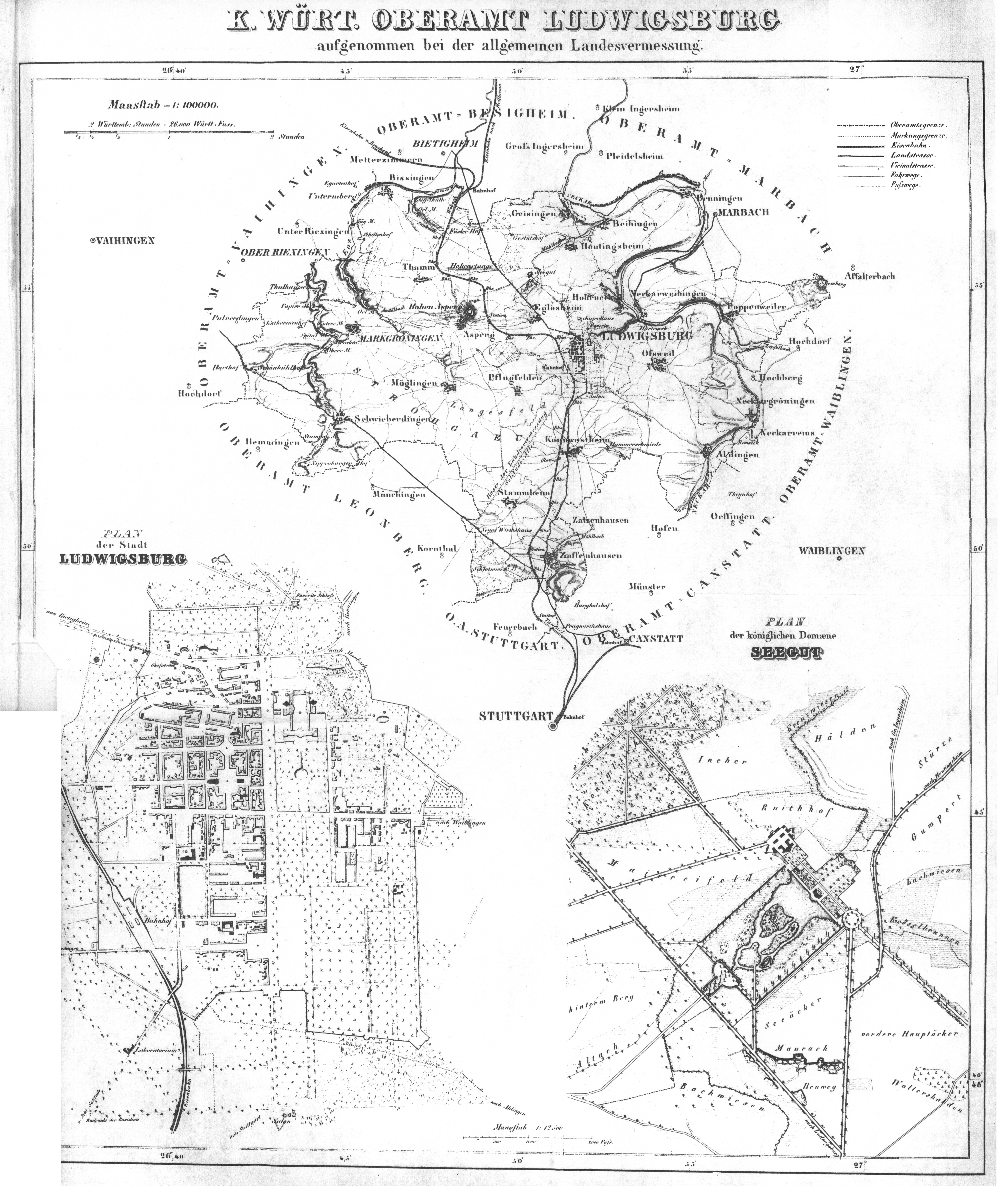
Karte aus der Oberamtsbeschreibung von 1859

1875 erhielt Asperg das im 18. Jahrhundert verlorene Stadtrecht zurück.
1901 wurde Eglosheim nach Ludwigsburg eingemeindet.
1903 wurde Pflugfelden nach Ludwigsburg eingemeindet.
1907 erhielt Zuffenhausen das Stadtrecht.
1922 wurde Oßweil nach Ludwigsburg eingemeindet.
1926 wurde Hoheneck nach Ludwigsburg eingemeindet.
1931 wurde Zuffenhausen nach Stuttgart eingemeindet. Im selben Jahr erhielt Kornwestheim das Stadtrecht.

## Amtsvorsteher
Die Oberamtmänner des Oberamts Ludwigsburg ab 1806:
- 1806–1813: Karl August Friedrich Glocker
- 1813–1822: Johann Friedrich Ludwig von Mieg
- 1822–1832: Immanuel Ferdinand Weihenmaier
- 1832–1837: Gottlieb Friedrich Stump
- 1838–1846: Friedrich Ludwig Hörner
- 1846–1882: Carl Theodor Friedrich von Lang
- 1882–1889: Gustav Ludwig Klaiber
- 1889–1903: Gregor Münst
- 1904–1919: Martin Bertsch
- 1920–1928: Wilhelm Ekert
- 1928–1933: Friedrich Schlör
- 1933–1938: August Feurer